# Kouandé
Kouandé est une commune du département de l'Atacora au nord-ouest du Bénin.

## Caractéristiques de la commune

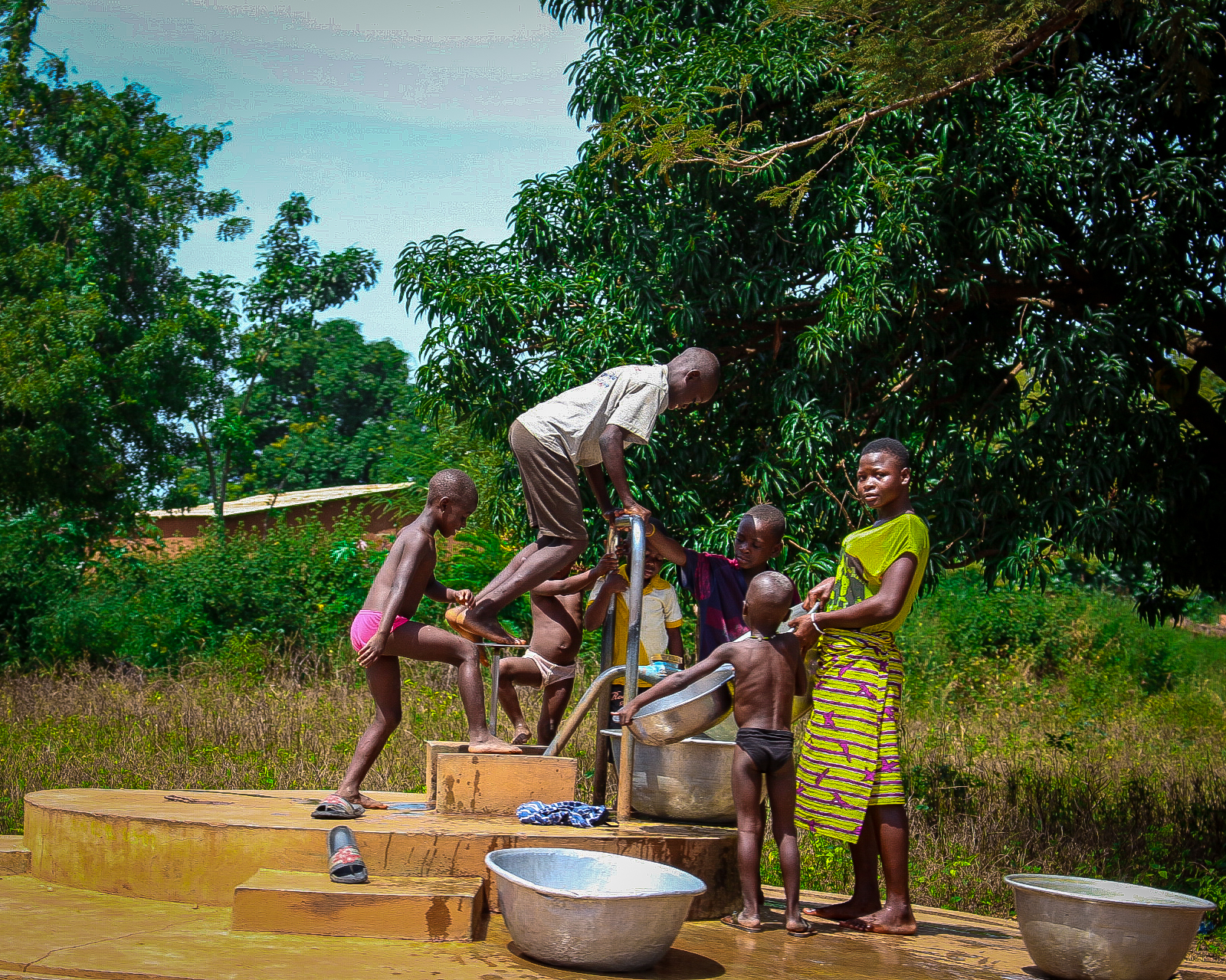
Pompe à eau à Kouandé.

L'arrondissement qui tient lieu de poumon économique est Chabi-Kouma situé au sud-est de cette commune soit à 67 Kilomètres de Kouandé.
Son importance économique tient à son marché international. C'est l'un des plus grands marchés du département.
C'est un beau village où les populations sont très unies entre elles. Elles se mettent ensemble pour le développement du milieu : recherche d'eau potable, gestion du marché pour une meilleure utilisation des ristournes du marché, école pour les enfants.
Il est question d'ouvrir un internat pour favoriser l'éducation et l'instruction des enfants dont les parents sont trop pauvres pour payer les frais de scolarité.

## Géographie

### Relief
Le territoire de la commune fait partie de la chaîne de l'Atacora. Son point culminant se trouve à Kampuya (641 m).

### Climat
Le climat de Kouandé est de type soudano-guinéen, avec une saison des pluies allant de mi-avril à mi-octobre et une saison sèche allant de mi-octobre à mi-avril, avec des variations selon l'altitude.
Les précipitations sont comprises entre 900 et 1100 mm, particulièrement abondantes en août et dans la partie méridionale. La température moyenne est 27 °C. L'harmattan, qui souffle entre novembre et mi-mars, entraîne parfois une amplitude thermique de l'ordre de 9,5 °C.

### Hydrographie
Le réseau hydrographique est dense, avec quelques cours d'eau permanents – le plus important étant le Mékrou – et plusieurs rivières et ruisseaux saisonniers.

### Végétation
Dans cette zone sèche continentale, la savane est dominante, déclinée en savanes arborées et arbustives à forte emprise agricole, galerie forestière le long des cours d’eau, savanes arborée et arbustive saxicole.

Les espèces ligneuses sont principalement : Afzelia africana (lingué), Khaya senegalensis (caïlcédrat), Parkia biglobosa (néré), Vitellaria paradoxa (karité) et Mangifera indica (manguier).

Trois forêts classées couvrent 20% de la surface de la commune.

Une strate herbacée assez variée est surtout constituée de graminées.

Spécimens de Légumineuses récoltés dans la commune.
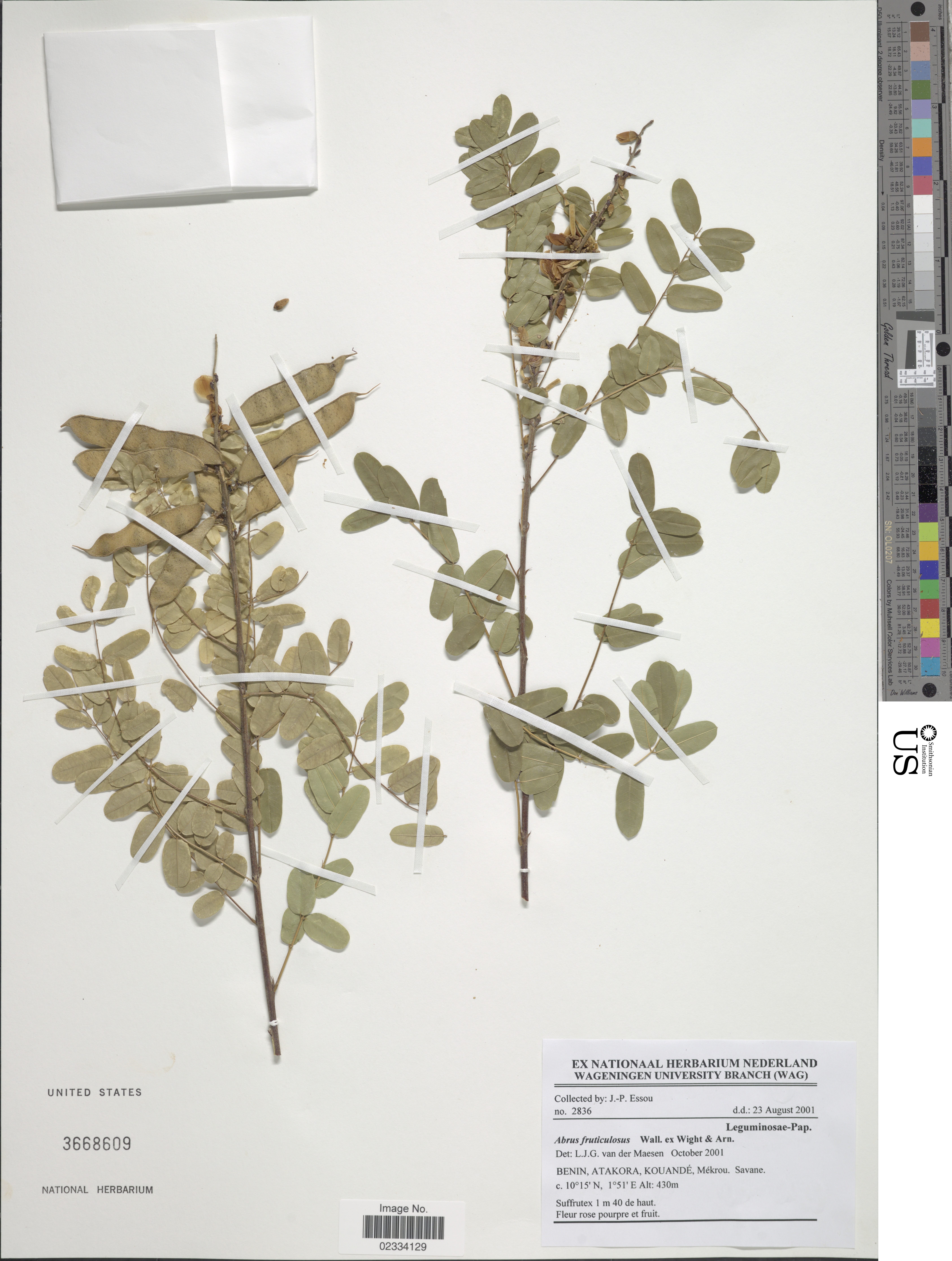
Abrus fruticulosus (Mékrou).
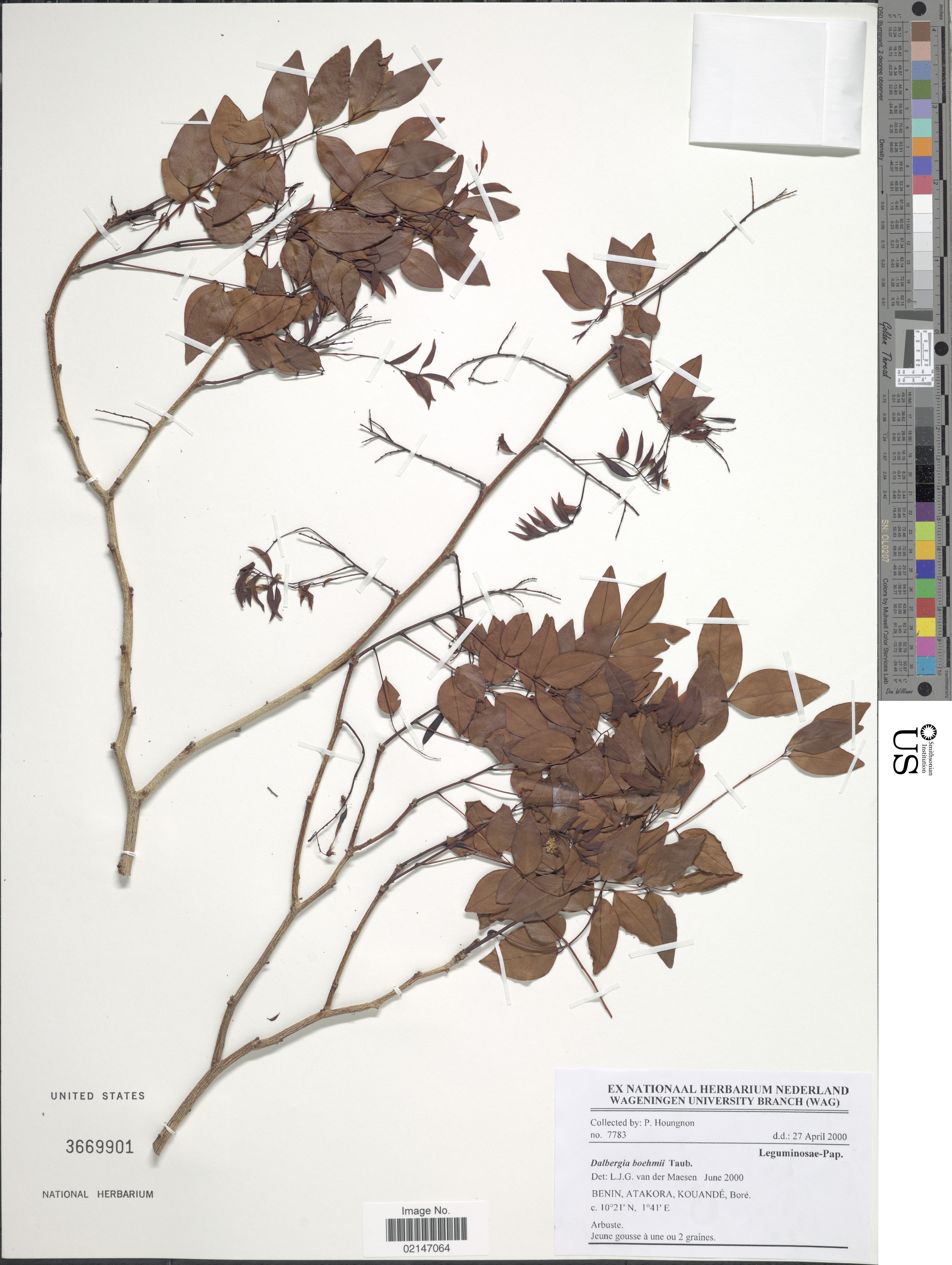
Dalbergia boehmii (Boré).
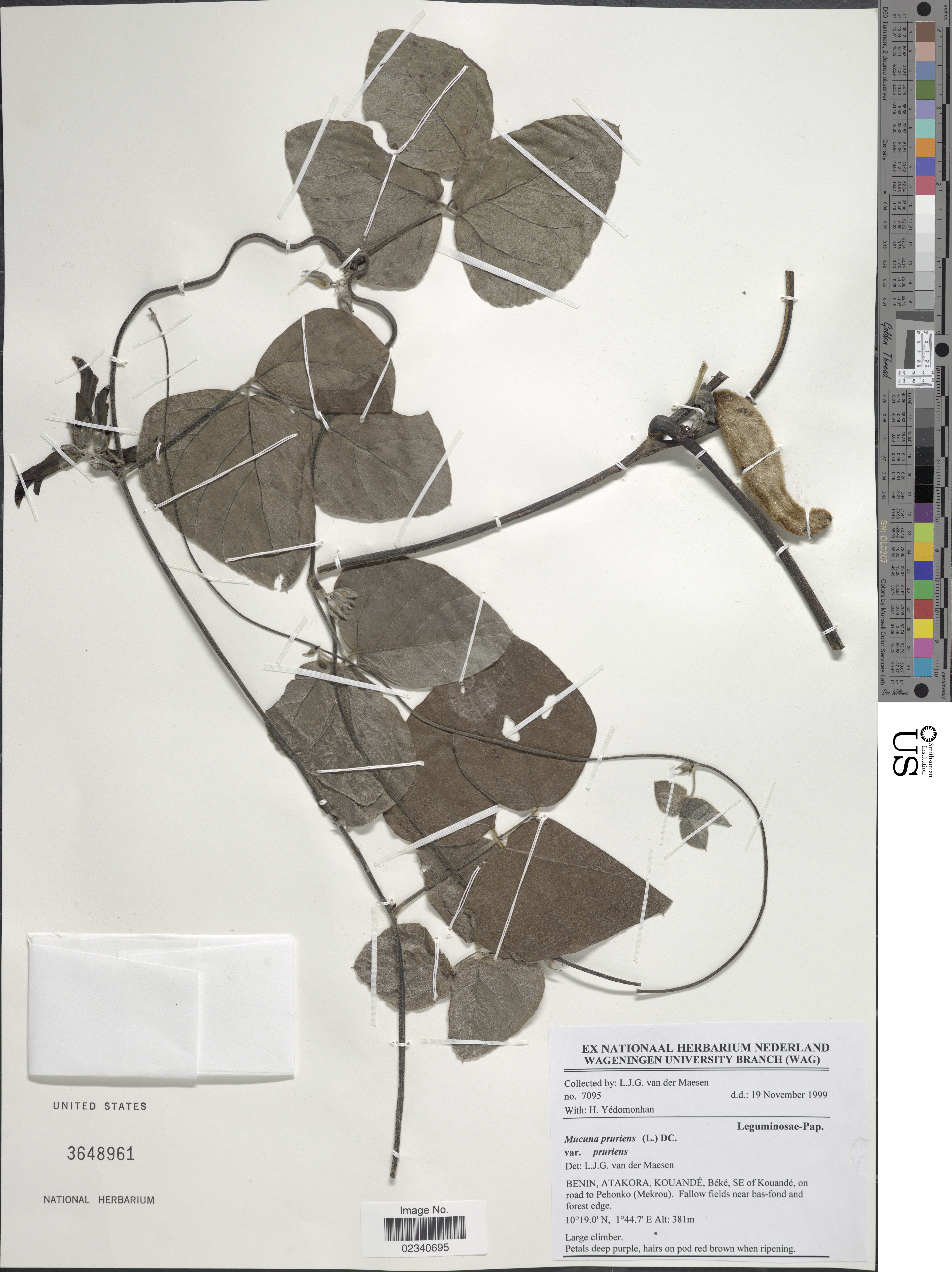
Mucuna pruriens (Béké).

### Population
Lors du recensement de 2013 (RGPH-4), la commune comptait 111 540 habitants, dont 27 197 pour l'arrondissement de Kouandé.

## Histoire

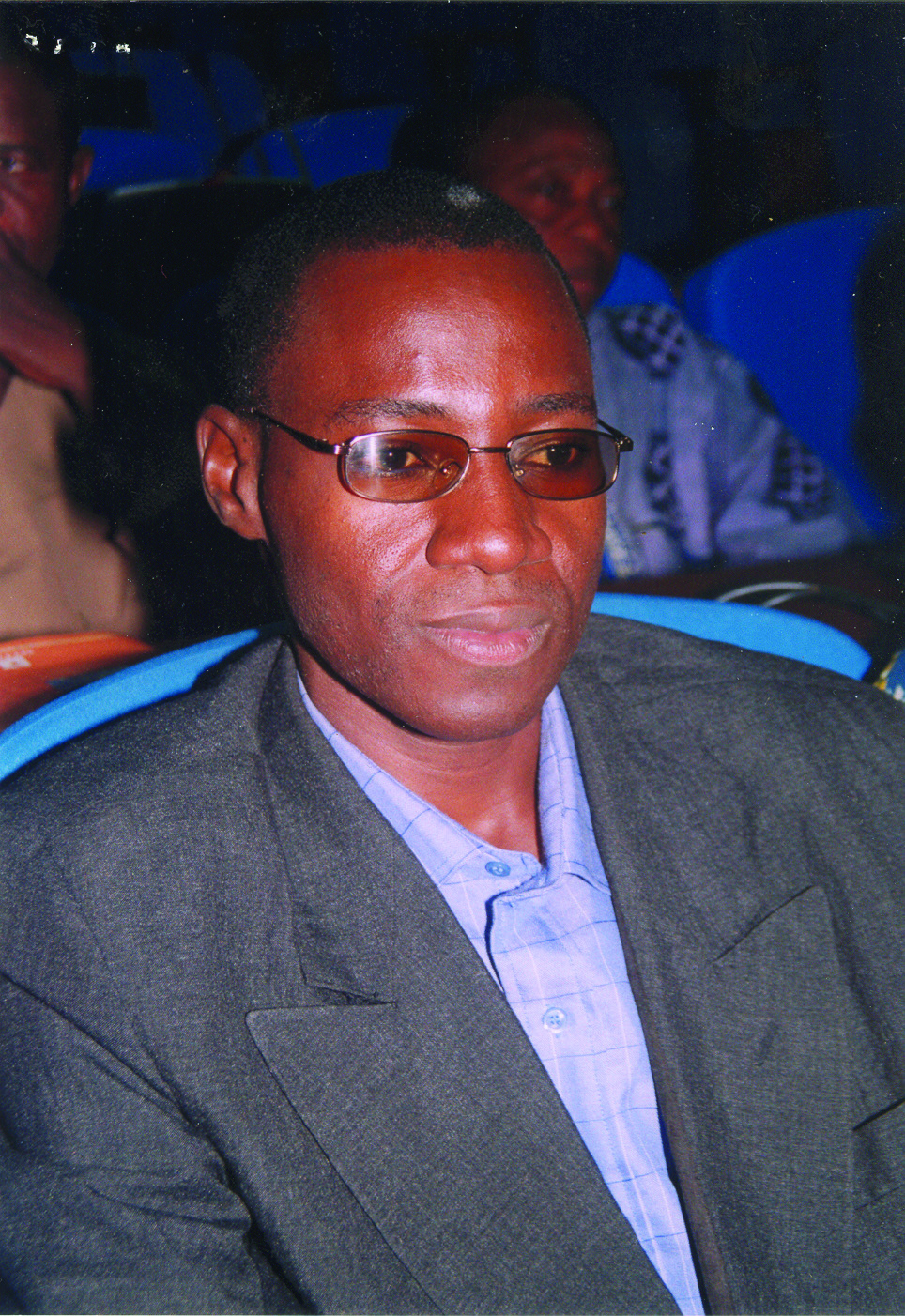
Ancien maire de la commune de Kouandé, Abassi Moussa

| Noms                        | Règne                    |
| --------------------------- | ------------------------ |
| Woru Wari I "Taburufa"      | 1790 - 1804              |
| Woru Suru I "Baba Tantame"  | 1804 - 1816              |
| Soru I                      | 1816 - 1833              |
| Bio Doko                    | 1833                     |
| Buku Ya Dari "Ginimu Siku"  | 1833 - 1852              |
| Wonkuru "Tabuko"            | 1852 - 1883              |
| Woru Wari II                | 1883 - 1897              |
| Suanru                      | 5 Mar 1898 - 2 May 1904  |
| Gunu Deke                   | May 1904 - Feb 1929      |
| Woru Suru II                | 9 Dec 1929 - 19 Jan 1943 |
| Soru II                     | 4 Sep 1943 - Jul 1949    |
| Woru Wari III "Tunku Cessi" | 1 Jan 1950 - 11 Jul 1957 |
| Imoru Dogo                  | 20 Jan 1958 - 1961       |
| Oru Suru II                 | 1996 - 2005              |
| Soru III                    | 2005 -                   |